# TNNC1
TNNC1 (англ. Troponin C1, slow skeletal and cardiac type) – білок, який кодується однойменним геном, розташованим у людей на короткому плечі 3-ї хромосоми.  Довжина поліпептидного ланцюга білка становить 161 амінокислот, а молекулярна маса — 18 403.
| 10         |  | 20         |  | 30         |  | 40         |  | 50         |
| ---------- |  | ---------- |  | ---------- |  | ---------- |  | ---------- |
| MDDIYKAAVE |  | QLTEEQKNEF |  | KAAFDIFVLG |  | AEDGCISTKE |  | LGKVMRMLGQ |
| NPTPEELQEM |  | IDEVDEDGSG |  | TVDFDEFLVM |  | MVRCMKDDSK |  | GKSEEELSDL |
| FRMFDKNADG |  | YIDLDELKIM |  | LQATGETITE |  | DDIEELMKDG |  | DKNNDGRIDY |
| DEFLEFMKGV |  | E          |  |            |  |            |  |            |

A: Аланін

C: Цистеїн

D: Аспарагінова кислота

E: Глутамінова кислота

F: Фенілаланін

G: Гліцин

I: Ізолейцин

K: Лізин

L: Лейцин

M: Метіонін

N: Аспарагін

P: Пролін

Q: Глутамін

R: Аргінін

S: Серин

T: Треонін

V: Валін

Кодований геном білок за функціями належить до м'язових білків, фосфопротеїнів. 
Задіяний у таких біологічних процесах як поліморфізм, ацетиляція. 
Білок має сайт для зв'язування з іонами металів, іоном кальцію. 